# ابن عرس أمازوني
ابن عرس أمازوني (الاسم العلمي: Mustela africana) (بالإنجليزية: Amazon Weasel)‏ هو نوع من الحيوانات يتبع جنس ابن عرس من فصيلة العرسيات.